# Ciudad Guayana
Ciudad Guayana er en by i den nordøstlige del af Venezuela med 751.331 (2011) indbyggere. Byen blev grundlagt i 1961 og ligger i delstaten Bolívar.